# Steroidalkaloide
Die Steroidalkaloide sind eine Gruppe von Pseudoalkaloiden. Es handelt sich bei ihnen um stickstoffhaltige Steroide. Zu den Steroidalkaloiden gehören die Solanum-, Veratrum-, Apocynaceen-Steroidalkaloide, Buxus-Steroidalkaloide sowie die Salamander-Alkaloide und die Batrachotoxine.

## Beispiele

### Batrachotoxine
| Struktur          | Natürliches Vorkommen |
| Batrachotoxinin A | Batrachotoxine bilden sich auf der Haut von südamerikanischen Pfeilgiftfröschen. Das Foto zeigt den Phyllobates terribilis ('schrecklicher Pfeilgiftfrosch'). |

Die neurotoxischen Batrachotoxine sind in der Natur auf der Haut von Baumsteigerfröschen zu finden. Ihnen liegt die Struktur der Pregnane zugrunde, welche 21 Kohlenstoffatome aufweisen. Spezifisch für die Batrachotoxine ist die Aminogruppe am 18. Kohlenstoffatom. Ein Beispiel hierfür ist das Batrachotoxinin A.

### Bufotoxine
| Struktur  | Natürliches Vorkommen                                                                 |
| Bufotoxin | Bufotoxin wird auf der Haut von Kröten der Gattung der echten Kröten (Bufo) gebildet. |

Die Bufotoxine sind nach der Gattung der Bufo benannt. Für die Bufotoxine sind die α-Pyranone am 17. Kohlenstoffatom spezifisch. Das hier dargestellte Bufotoxin ist ein Steran-Derivat mit einem α-Pyranon am 17. Kohlenstoffatom sowie einer veresterten Suberinsäure am 3. Kohlenstoffatom mit daran gebundenem L-Arginin.

### Buxus-Steroidalkaloide
| Struktur                            | Natürliches Vorkommen                                                                                                  |
| Buxamin E Buxandonin L Cyclobuxin D | Buxamin E, Buxandolin L und Cyclobuxin D kommen in den Blättern des gewöhnlichen Buchsbaumes (buxus sempervirens) vor. |

Die Buxus-Steroidalkaloiden kommen in den Blättern des gewöhnlichen Buchsbaumes (Buxus sempervirens) vor. Diese Pflanze ist vor allem in Süd- und Mitteleuropa beheimatet. Die Buxus-Steroidalkaloide weisen eine am 3. und/oder am 20. Kohlenstoff gebundene Aminogruppe auf. Die Aminogruppen liegen partiell, komplett oder auch gar nicht methyliert vor. Bei den Buxus-Steroidalkaloiden handelt es sich um eine große Gruppe von Basen, die sich zum Großteil in wiederum drei Gruppen unterteilen lassen.
Eine andere Gruppe von Buxus-Steroidalkaloiden weist eine Struktur mit einem tetracyclischen System auf. Bei diesen liegt eine Bindung zwischen dem 9. und dem 19. Kohlenstoffatom vor, sodass Ring B als ein siebengliedriger Ring vorliegt. Ein Vertreter dieser Gruppe ist das Buxamin E.
Die dritte große Gruppe zeichnet sich dadurch aus, dass keine weiteren Kohlenstoffatome am 4. Kohlenstoffatom des A-Ringes gebunden sind. Ein Beispiel hierfür ist das Buxandonin L.
Die größte Gruppe bilden die Buxus-Steroidalkaloide, die pentacyclisch sind. Ihnen liegt das Gerüst des 4,4,14-Trimethyl-9,19-cyclopregnan zugrunde. Ein Vertreter dieser Gruppe ist das Cyclobuxin D.

### Apocynaceen-Steroidalkaloide
| Struktur    | Natürliches Vorkommen |
| Latifolinin | Latifolinin kommt in der Rinde der Funtumia latifolia vor. In den Blättern dieser Pflanze kommen des Weiteren das Funtumin und das Funtumidin vor. Bei diesen handelt es sich um Apocynaceen-Steroidalkaloide mit dem 5α-Pregnan-Grundgerüst. |

Den Apocynaceen-Steroidalkaloiden können das 5α-Pregnan-, Δ5-Pregnen- oder das Conanin-Grundgerüst zugrunde liegen. Diese weisen meistens eine Aminogruppe oder eine Sauerstoffverbindung am 3. Kohlenstoffatom auf. Ein Beispiel hierfür ist das Latifolinin. Das Latifolinin lässt sich vom Conanin-Grundgerüst ableiten. Für dieses ist ein Fünfring, gebildet durch eine sowohl am 18. als auch am 20. Kohlenstoff gebundene Aminogruppe, charakteristisch.

### Salamander-Alkaloide
| Struktur   | Natürliches Vorkommen                                                                                     |
| Samandarin | Salamander-Alkaloide, wie z. B. das Samandarin kommen auf der Haut von Tieren der Gattung Salamandra vor. |

Die toxischen Salamander-Alkaloide können natürlich in den Organismen von Tieren, die sich der Gattung der Salamandra zuordnen lassen, gefunden werden. Sie lassen sich von dem 3-Aza-A-homo-5β-androstan ableiten. Ein Beispiel ist das Samandarin (siehe Abbildung), das je nach Rasse das Hauptalkaloid sein kann, aber auch gar nicht Teil des Organismus sein kann. Spezifisch für das Samandarin ist die Oxazolidinstruktur, die am A-Ring vorliegt. Neben dem Samandarin gibt es noch einige andere Steroidalkaloide in den Organismen der Salamandra wie z. B. das Samandaridin, das Samandaron und das Cycloneosamandion.

### Solanum-Alkaloide

#### Solanidan-Grundgerüst
| Struktur     | Natürliches Vorkommen                                                                       |
| Solanocapsin | Solanocapsin kommt u. a. in den Früchten des Korallenstrauchs (Solanum pseudocapsicum) vor. |

Die Steroidalkaloide mit einem Solanidan-Grundgerüst zeichnen sich durch ein bicyclisches System aus, das eine Cholesterolseitenkette am D-Ring ersetzt. Ein Beispiel hierfür ist das im Korallenstrauch (Solanum pseudocapsicum) vorfindbare Solanocapsin.

#### Spirosolan-Grundgerüst
| Struktur    | Natürliches Vorkommen |
| Tomatidenol | Tomatidenol kommt u. a. in den Blättern des Bittersüßen Nachtschattens (Solanum dulcamara) vor. Diese Pflanzenart gehört zur Gattung der Nachtschatten. Tomatidenol bildet das Hauptalkamin in der Art der Solanum dulcarama, die in Europa beheimatet sind. |

Einer anderen Art der Solanum-Alkaloide liegt das Spirosolan-Gerüst zugrunde. Bei diesen ist der E-Ring ein Tetrahydrofuran, an das direkt ein Piperidin über eine Spiroverbindung gebunden ist. Ein Beispiel für solch ein Steroidalkaloid ist das Tomatidenol. Dieses kommt in vielen Spezies der Gattung Solanum vor.

### Veratrum-Alkaloide

#### Veratrum-Alkaloide des weißen/grünen Germers
| Struktur            | Natürliches Vorkommen                                                                    |
| Procevin Veratramin | Procevin und Veratramin kommen u. a. im weißen Germer (Veratrum album grandiflorum) vor. |

Die Veratrum-Alkaloide sind nach dem weißen bzw. grünen Germer (Veratrum album bzw. Veratrum viride) benannt. Diese Pflanzen zählen zur Familie der Liliaceae. Bei diesen zählt das Procevin als ein Sonderfall, da bei diesem der Stickstoff des Piperidins mit dem 18. Kohlenstoff verbunden ist.
Das Veratramin ist ein Beispiel für Veratrum-Steroidalkaloide, denen ein 22,26-Epimino-14-abeo-cholestan-Ringsystem zugrunde liegt.

#### Veratrum-Alkaloide des Sabadills
| Struktur  | Natürliches Vorkommen                                       |
| Veracevin | Veracevin kommt im Sabadill (Schoenocaulon officinale) vor. |

Auch das Veracevin zählt zu den Veratrum-Alkaloiden. Dieses kommt jedoch im Sabadill (Schoenocaulon officinale) vor, der auch zur Familie der Liliaceae gehört. Dem Veracevin liegt das Cevan-Gerüst zugrunde, bei dem der C-Ring als fünf- statt sechsgliedriger Ring vorliegt und der D-Ring ein Sechsring ist. Des Weiteren ist noch die hohe Anzahl an Hydroxygruppen bemerkenswert.